# Блінов Іван Омелянович
Іван Омелянович Блінов (1888 — 1945) — радянський діяч, залізничник, голова дорпрофсожу Катериненської та Самаро-Златоустівської залізниць. Член ВУЦВК.

## Життєпис
Освіта початкова. З 1905 року працював слюсарем, машиністом паровозного депо станції Долгінцеве.
Член РСДРП з 1906 року.
У профспілці залізничників з 1917 року. З 1920 року — інспектор праці, з 1921 по 1923 рік працював заступником голови та головою дільничного дорожнього відділення профспілки робітників-залізничників станції Долгінцеве.
У травні 1923 — червні 1926 року — голова дорожнього відділення профспілки робітників-залізничників (дорпрофсожу) Катерининської залізниці.
Потім працював завідувачем відділу в Центральному правлінні Всеукраїнської профспілки залізничників.
У квітні 1930 — лютому 1934 року — голова дорожнього відділення профспілки робітників-залізничників (дорпрофсожу) Самаро-Златоустівської залізниці. З лютого 1934  — в апараті ЦК профспілки залізничників.
Подальша доля невідома.